# 祝迫得夫
祝迫 得夫（いわいさこ とくお、1966年 - ）は、日本の経済学者。専門は、ファイナンス・マクロ経済学・アメリカ金融史。学位は、経済学博士（ハーバード大学・1997年）。一橋大学経済研究所教授。日本ファイナンス学会会長、財務省財務総合政策研究所総括主任研究官、経済産業研究所ファカルティフェロー等も務めた。

## 人物・経歴
神奈川県横浜市出身。筑波大学附属高等学校を経て、1990年一橋大学経済学部卒業。日本銀行金融研究所客員研究生を経て、1992年一橋大学大学院経済学研究科修士課程修了。同博士後期課程進学後、国際通貨基金調査部インターンを経て、1997年ハーバード大学大学院経済学研究科修了、経済学博士（Ph.D.）。
1997年筑波大学社会工学系専任講師。経済企画庁経済研究所客員研究員を経て、2001年一橋大学経済研究所専任講師。同助教授、コロンビア大学コロンビア・ビジネス・スクール客員研究員、東京大学大学院工学系研究科社会基盤工学専攻助教授併任、財務省財務総合政策研究所総括主任研究官を経て、2012年一橋大学経済研究所米・欧・ロシア経済研究部門教授。2015年同研究所経済制度・経済政策研究部門教授。2016年日本ファイナンス学会副会長。2018年日本ファイナンス学会会長。2023年一橋大学経済研究所所長。2024年国立大学附置研究所・センター会議会長。
この間、経済産業研究所ファティカルフェロー、内閣府経済社会総合研究所マクロ経済, TFP, 産業構造, IT分科会委員、財務省国際局最近の資金フローに関する研究会委員、公益財団法人野村財団社会科学助成部会選考委員、公益財団法人日本証券経済研究所証券流通市場の機能に関する研究会委員等も務める。

## 著作

### 著書
- 『家計・企業の金融行動と日本経済： ミクロの構造変化とマクロへの波及』日本経済新聞社 2012年
- "Examining Japan's Lost Decades"（共著）ラウトレッジ 2015年

### 訳書
- John Y. Campbell, Andrew W. Lo, Craig Mackinlay『ファイナンスのための計量分析』（大橋和彦、中村信弘、本多俊毅、和田賢治と共訳）共立出版 2003年